# Innersttjärnen (Sorsele socken, Lappland)
Innersttjärnen är en sjö i Sorsele kommun i Lappland och ingår i Skellefteälvens huvudavrinningsområde. Sjön har en area på 0,0661 kvadratkilometer och ligger 406,8 meter över havet.

## Delavrinningsområde
Innersttjärnen ingår i det delavrinningsområde (726367-160695) som SMHI kallar för Inloppet i Storselet. Medelhöjden är 434 meter över havet och ytan är 36,57 kvadratkilometer. Det finns inga avrinningsområden uppströms utan avrinningsområdet är högsta punkten. Malån som avvattnar avrinningsområdet har biflödesordning 2, vilket innebär att vattnet flödar genom totalt 2 vattendrag innan det når havet efter 190 kilometer. Avrinningsområdet består mestadels av skog (61 procent) och sankmarker (35 procent). Avrinningsområdet har 0,13 kvadratkilometer vattenytor vilket ger det en sjöprocent på 0,4 procent.